# HIDE AND SEEK - EP
『HIDE AND SEEK - EP』（ハイドアンドシークイーピー）は、2022年9月25日にリリースされたシンダーエラの1枚目のミニアルバム。

## 概要
前作「sins」以降にライブで披露されていた新曲4曲を、会場および公式オンラインショップ限定リリースにて初音源化した作品。シンダーエラの自主制作盤のリリースは本作が初となる。
2022年9月25日に開催された定期主催イベント「sins vol.14」の終演後より販売が開始され、同日24:00からは各種配信・サブスクリプションサービスでの配信が開始された。
CDの初回分にはステッカーが封入されている。
本作収録曲のうち3曲を、所属事務所「クロスアイデア」の先輩グループにあたり、2022年3月に現体制での活動を終了したじゅじゅの楽曲を多数手掛けたNo.5が制作しており、シンダーエラへの楽曲を手掛けるのは本作が初となる。また収録曲にはじゅじゅのカバーも含まれている。
No.5制作の「ハイド・アンド・シーク」「バラライカ」「ブルーバック バウンダリー」については、いずれもMARKET SHOP STOREのKasumiがギターで参加しており、Kasumiは実際にライブを観て、雰囲気に合うニュアンスで弾くように意識したという。

## 収録曲
1. ハイド・アンド・シーク
作曲：No.5
本作のタイトルナンバー。日本語で「かくれんぼ」を意味する。振付は「ダサい感じ」とのオーダーがあり、メンバーにダサい動きをしてもらい、そこからインスピレーションを得て制作したという[2]。
2. Dew
作詞：Rui　作曲：kono(te')
曲名の読みは「デュー」。振付は初めてメンバーの意見を取り入れて制作された[3]。
3. バラライカ
作詞・作曲：No.5
4. ブルーバック バウンダリー
作詞・作曲：No.5
同事務所所属で同年3月に現体制での活動を終了した「じゅじゅ」の同名楽曲のカバーであり、シンダーエラのレパートリーとしては初のカバー曲となる。オリジナルはじゅじゅのミニアルバム「走馬灯」に収録されている。本作収録にあたりギターは新たにレコーディングされた[1]。
振付はじゅじゅのものをベースに大幅に変更されており、シンダーエラ独自のものとなっている[4]。